# 西南新耳草
西南新耳草（学名：Neanotis wightiana）为茜草科新耳草属下的一个种。

## 扩展阅读
- 維基物種上的相關：西南新耳草